# Harry Panayiotou
Harrison Andreas „Harry“ Panayiotou (* 28. Oktober 1994 in Leicester) ist ein in England geborener Fußballspieler, der international für die Nationalmannschaft von St. Kitts und Nevis spielt.

## Karriere

### Vereinskarriere
Panayiotous Vater ist griechischer Zyprer, seine Mutter hat Wurzeln in St. Kitts und Nevis. Nachdem Panayiotou bereits in seiner Jugend für Leicester City gespielt hatte, begann er als Mittelstürmer mit diesem Verein in der Premier League auch seine Karriere. Bei seinem Karrieredebüt erzielte er zugleich auch sein erstes Ligator. Daraufhin folgten allerdings keine weiteren Einsätze mehr. Im Oktober 2014 wurde Panayiotou an Port Vale verliehen. Dort wurde er nicht eingesetzt.

### Nationalmannschaftskarriere
Panayiotou debütierte 2014 für die Fußballnationalmannschaft von St. Kitts und Nevis. Infolge der Qualifikation für die die Fußball-Weltmeisterschaft 2018 erzielte Panayiotou beim 12:4 seines Teams im Hin- und Rückspiel gegen die Turks- und Caicosinseln drei Tore und muss mit seinem Team nun in der zweiten Runde gegen El Salvador antreten.